# 水沢勇介
水沢 勇介（みずさわ ゆうすけ）は、日本の漫画家。代表作は『月刊少年ガンガン』（当時エニックス、現スクウェア・エニックス）で連載されていた「夢幻街」。
1991年、エニックス主催の第1回ビッグルーキー大賞に「傀儡師」で佳作受賞。

## 作品リスト
- 夢幻街（エニックス）全7巻
- ジャーネの冒険 モンコレナイト番外編（ドラゴンJr. 2000年）
- 超怖い話 呪殺地帯（竹書房、2004年）